# Сливница Површ (Равно)
Сливница Површ је насељено мјесто у Босни и Херцеговини, у општини Равно, које административно припада Федерацији Босне и Херцеговине. Према попису становништва из 1991. у насељу је живјело 21 становника.

## Географија
Насеље се налази на самој граници између Српске и Федерације. До распада Југославије је било саставу општине Требиње. Дио некадашњег насеља припада Републици Српској.

## Култура
У насељу се налази храм Српске православне цркве посвећен Светом Клименту Охридском, који је подигнут у 19. вијеку. Гранатиран је од стране хрватских јединица (1991—1993).

## Становништво
| Националност       | 1991. | 1981. | 1971. | 1961. |
| Срби               | 21    | 23    | 41    | 54    |
| остали и непознато |       |       |       |       |
| Укупно             | 21    | 23    | 41    | 54    |

| Демографија | Демографија | Демографија |
| Година      | Становника  | Становника  |
| ----------- | ----------- | ----------- |
| 1961.       | 54          |             |
| 1971.       | 41          |             |
| 1981.       | 23          |             |
| 1991.       | 21          |             |